# Агия Кириаки (дем Кожани)
Агия Кириаки (на гръцки: Αγία Κυριακή) е село в Република Гърция, част от дем Кожани (Козани) в област Западна Македония.

## География
Селото е разположено на 760 m надморска височина, на 1 km югозападно от град Кожани (Козани).

## История
За пръв път е регистрирано в преброяването от 1981 година.
| Година    | 1913 | 1920 | 1928 | 1940 | 1951 | 1961 | 1971 | 1981 | 1991 | 2001 | 2011 | 2021 |
| --------- | ---- | ---- | ---- | ---- | ---- | ---- | ---- | ---- | ---- | ---- | ---- | ---- |
| Население |      |      |      |      |      |      |      | 24   | 46   | 63   | 61   | 51   |